# Gerhard Bungert

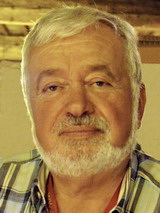
Gerhard Bungert (2009)

Gerhard Bungert (* 11. November 1948 in Spiesen, heute Spiesen-Elversberg; † 13. Januar 2025) war ein deutscher Schriftsteller, Journalist und Moderator.

## Leben
Gerhard Bungert legte am Staatlichen Realgymnasium in Neunkirchen (Saar) sein Abitur ab. Danach studierte er an der Philosophischen Fakultät der Universität des Saarlandes in Saarbrücken die Fächer Kulturwissenschaft, Soziologie und Psychologie. Im Anschluss an sein Studium war Bungert Lokalreporter bei der Saarbrücker Zeitung und Musiker beim Saarländischen Landestheater. Seit Mitte der 1970er Jahre arbeitet er als freier Publizist. Von 1988 bis 1995 war er weiterhin künstlerischer Leiter des „Kulturforums Saarbrücker Schloss“, das kulturelle Veranstaltungen präsentierte. Anfang der neunziger Jahre gründete Bungert gemeinsam mit dem Saarbrücker Autor und Verleger Charly Lehnert das „Medienzentrum Wintringer Hof“ mit den Service-Leistungen Medienberatung, Kommunikationstraining und Künstlervermittlung.
Bungert war in erster Ehe verheiratet mit der Schauspielerin Alice Hoffmann, mit der er eine gemeinsame Tochter hat. In zweiter Ehe war er verheiratet mit Roswitha Jülicher. Bungert lebte und arbeitete in Südfrankreich in der Nähe von Carcassonne und auf Gran Canaria.

## Literarische und journalistische Arbeit

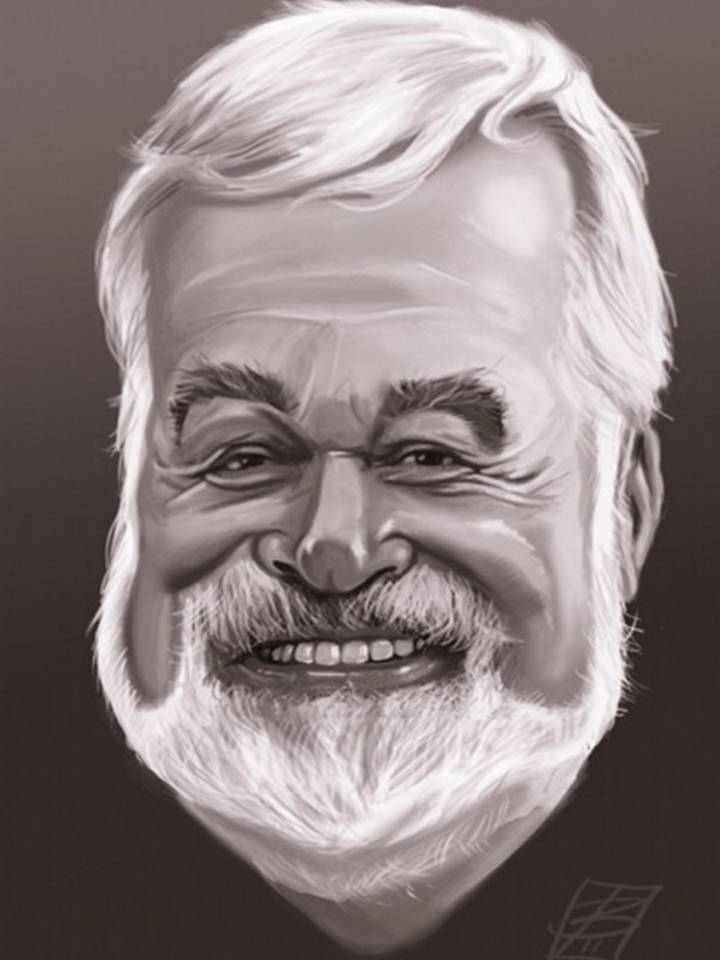
Gerhard Bungert (Karikatur von Bernd Kissel)

Gerhard Bungert schrieb Bücher und Texte, die überwiegend die saarländische Geschichte und das Lebensgefühl der saarländischen Bevölkerung beschreiben. Insgesamt publizierte er mehr als 40 Monografien mit einer Gesamtauflage von annähernd 500.000 Exemplaren. Als freier Autor und Moderator arbeitete er für den Saarländischen Rundfunk in den Bereichen Hörfunk und Fernsehen. Er schrieb zahlreiche Glossen und Sketche, Reportagen und Features, aber auch mehrere Dutzend Hörspiele. Auch für den Hessischen und den Südwestrundfunk schrieb er Stücke. Weiterhin veröffentlichte er neun Theaterstücke und schrieb Texte für saarländische Liedermacher. Von 1980 bis 2000 hielt er mehrere hundert Mundartvorträge mit dem Titel „Typisch Saarländisch“. Bungert hat sich auch als Herausgeber von Anthologien einen Namen gemacht.
Einer seiner Themenschwerpunkte war die saarländische Mundart, deren Eigenheiten und Ausprägungen er sich in etlichen Publikationen widmet. Daneben beschäftigte er sich mit der Regionalgeschichte, der saarländischen Küche und anderen Versatzstücken der saarländischen Identität. Unter anderem schrieb er Texte für Fritz und Gerdi Weissenbach, Manfred Sexauer und Ilona Kleitz (später Christen), Peter Maronde, Jan Hofer, Alice Hoffmann (Vanessa Backes und Hilde Becker) und Gerd Dudenhöffer (Heinz Becker). Für Oskar Lafontaine leitete Gerhard Bungert 1985 gemeinsam mit Charly Lehnert den Landtagswahlkampf im Saarland, bei dem die SPD aus der Opposition heraus die absolute Mehrheit erzielte. Ähnliche Aufgaben hatten beide bei Bürgermeister- und Landtagswahlen im Saarland, in Sachsen-Anhalt und Thüringen.
Bungert gilt als Mitbegründer der saarländischen Identität.

## Ehrungen und Auszeichnungen
- 1976 Theaterpreis der Stadt Saarbrücken
- 1979 Kurt-Magnus-Preis der ARD
- 1998 Saarländischer Verdienstorden[5]
- 2003 Fernsehpreis (Südwestrundfunk gemeinsam mit der Stadt Ludwigshafen)
- 2016 Hall of Fame, Glück-Auf-Halle Spiesen-Elversberg

## Werke (Auswahl)

### Saarländische Regionalgeschichte
- mit Klaus-Michael Mallmann: Eckstein ist Trumpf. Ein Volksstück über die Anfänge der Gewerkschaften an der Saar. Selbstverlag, Saarbrücken 1979.
- mit Klaus-Michael Mallmann: Bergmannsgeschichten von der Saar. Buchverlag Saarbrücker Zeitung, Saarbrücken 1979, ISBN 3-922807-01-1.
- mit Klaus-Michael Mallmann: Kaffeekisch unn Kohleklau. Weitere Bergmannsgeschichten von der Saar. Buchverlag Saarbrücker Zeitung, Saarbrücken 1980, ISBN 3-922807-10-0.
- mit Klaus-Michael Mallmann: Mit Mussik unn Lyoner. Dritter Teil der Bergmannsgeschichten von der Saar. Buchverlag Saarbrücker Zeitung, Saarbrücken 1981.
- mit Klaus-Michael Mallmann und Gerd Schuster: Der Weg zur Einheit. Stationen der Bergarbeiterbewegung an der Saar. Berg-Verlag, Bochum 1981, ISBN 3-922741-01-0.
- Sellemols. Geschichten aus dem Saarland. Buchverlag Saarbrücker Zeitung, Saarbrücken 1981, ISBN 3-922807-03-8.
- Alles was Sie schon immer über das Saarland wissen wollten, es aber nie zu fragen wagten. Ein Aufklärungsbuch. Queisser-Verlag, Dillingen 1981, ISBN 3-921815-38-X.
- als Hrsg.: Typisch saarländisch. Ein- und Ausdrücke aus dem jüngsten Bundesland. Weidlich, Frankfurt 1982.
- mit Marlene Grund (Hrsg.): Karl Marx, Lenchen Demuth und die Saar. Queisser-Verlag, Dillingen 1983, ISBN 3-921815-42-8.
- mit Charly Lehnert: Mir sinn halt so. Mentalität und Lebensart im Saarland. Lehnert-Verlag, Saarbrücken 1987, ISBN 3-926320-07-9.
- mit Charly Lehnert: Vereine im Saarland. Lehnert-Verlag, Saarbrücken 1988, ISBN 3-926320-05-2.
- mit Charly Lehnert: Das Saarbrücker Schloss. Zur Geschichte und Gegenwart. Lehnert-Verlag, Saarbrücken 1989, ISBN 3-926320-15-X.
- mit Charly Lehnert: Die Fürsten sind wir. Bilder vom Bürgerschloss. Lehnert-Verlag, Saarbrücken 1989, ISBN 3-926320-20-6.
- Die Heiligen Kühe der Saarländer. Lehnert-Verlag, Saarbrücken 1996, ISBN 3-926320-48-6.
- als Hrsg.: Straßen im Saarland. Nationalisten und Militaristen als Namensgeber. Blattlausverlag, Saarbrücken 2014, ISBN 978-3-930771-90-5.

### Saarländische Regionalsprache
- Fauschd. Goethes Urfaust auf Saarländisch. Queisser-Verlag, Dillingen 1980, ISBN 3-921815-31-2.
- Graad selääds. Schimpfwörter auf Saarländisch. Von Affezibbel bis Zewegriwwler. Queisser-Verlag, Lebach 1981, ISBN 3-88874-502-0.
- mit Charly Lehnert: Alles geschwätzt. Saarländische Redewendungen und Sprichwörter. Lehnert-Verlag, Saarbrücken 1983, ISBN 3-921815-43-6.
- als Hrsg.: Mit uns kann ma schwätze. Mundartgedichte aus dem Saarland. Buchverlag Saarbrücker Zeitung, Saarbrücken 1984, ISBN 3-922807-33-X.
- Bei uns dehemm und anderswo. Erzählungen und Mundartgedichte. Queisser-Verlag, Lebach 1986, ISBN 3-921815-59-2.
- mit Charly Lehnert: Meins & Meiner. Kosewörter auf Saarländisch. Von Ärschelche bis Zuckerschniss. Queisser-Verlag, Dillingen 1986, ISBN 3-921815-56-8.
- mit Charly Lehnert: So schwätze mir. Redewendungen, Wortschatz und Grammatik im Saarland. Lehnert-Verlag, Saarbrücken 1987, ISBN 3-926320-09-5.
- Hundert Worte Saarländisch. Grundwortschatz. Lehnert-Verlag, Saarbrücken 1987, ISBN 3-926320-11-7.
- Saarländisch. So schwätze unn so schreiwe mir. Wortschatz, Sprachgeschichte, Grammatik, Schreibweise. Illustriert von Bernd Kissel. Geistkirch Verlag, Saarbrücken 2016, ISBN 978-3-946036-51-7.
- Saarländisch. SACKBUCH – Grundwortschatz – Illustriert von Bernd Kissel. Geistkirch Verlag, Saarbrücken 2016, ISBN 978-3-946036-82-1

### Saarländische Küche
- mit Charly Lehnert (Hrsg.): Gudd gess. Ein saarländisches Kochbuch. In Zusammenarbeit mit SR3 Saarlandwelle und dem Verein der Köche im Saarland. Queisser-Verlag, Lebach 1984, ISBN 3-921815-53-3.
- mit Charly Lehnert: Das Lyoner Buch. Queisser-Verlag, Lebach 1985, ISBN 3-921815-45-2.
- mit Charly Lehnert: Hauptsach – es schmeckt. Essen, Trinken und Feiern im Saarland. Lehnert-Verlag, Saarbrücken 1987, ISBN 3-926320-06-0.
- mit Charly Lehnert: Grumbeer Buch. Alles über die Kartoffel. Geschichte und Geschichten, Lieder und Rezepte. Queisser-Verlag, Lebach 1987, ISBN 3-921815-60-6.
- mit Charly Lehnert: Quer durch de Gaade. Das saarländische Suppenbuch. Lehnert-Verlag, Saarbrücken 1989, ISBN 3-926320-18-4.
- Mahlzeit. Kulinarische Erinnerungen eines Saarländers. Stories, Infos, Kommentare. Verlag Perlenschnur, Saarbrücken 2015, ISBN 978-3-9816719-1-9.